# Nina García
Nina Garcia (Barranquilla, 3 de maio de 1965) é uma jornalista colombiana especializada em moda, que ocupa o cargo de diretora de moda das revistas Elle e Marie Claire. É mais conhecida pelo seu cargo de jurada do reality show Project Runway.